# Lumbriclymene cylindricaudata
Lumbriclymene cylindricaudata är en ringmaskart som beskrevs av M.Sars in G.O. Sars 1872. Lumbriclymene cylindricaudata ingår i släktet Lumbriclymene och familjen Maldanidae. Inga underarter finns listade i Catalogue of Life.